# Наташа Пивоварова
1. перенаправление Пивоварова, Наталья Петровна